# 米哈伊尔·奥利明斯基
米哈伊尔·斯捷潘诺维奇·奥利明斯基（俄语：Михаил Степанович Ольминский，1863年10月15—1933年5月8日，真实姓氏为亚历山德罗夫）俄罗斯布尔什维克，曾参与苏共党史编纂，他也是一位文学理论家和作家。他是《前进》的五位编辑之一，这是第一份专门为布尔什维克人发行的报纸。奥尔明斯基早期致力于收集和出版列宁、格奥尔基·普列汉诺夫等人的著作、文件和回忆录。